# Karatsjajevsk

Karatsjajevsk vormt tevens een stedelijk district

Karatsjajevsk (Russisch: Карачаевск) is een stad in de Russische autonome republiek Karatsjaj-Tsjerkessië. De stad ligt op de oever van de rivier de Koeban, in het gebergte de Kaukasus.
Tot 1926 werd de nederzetting Georgijevskoje (Russisch: Георгиевское) genoemd. Tot 1944 was de stad Mikojan-Sjachar (Russisch: Микоян-Шахар) genaamd, en vooraleer de stad haar huidige naam kreeg, noemde ze nog tot 1957 Kloechori (Russisch: Клухори). De stad heeft de stadsstatus sinds 1929.

## Geboren in Karatsjajevsk
- Aleksandre Tsjivadze (1955), voetballer

| 1939  | 1959  | 1970   | 1979   | 1989   | 2002   |
| ----- | ----- | ------ | ------ | ------ | ------ |
| 5.900 | 9.600 | 14.800 | 16.900 | 21.582 | 22.113 |

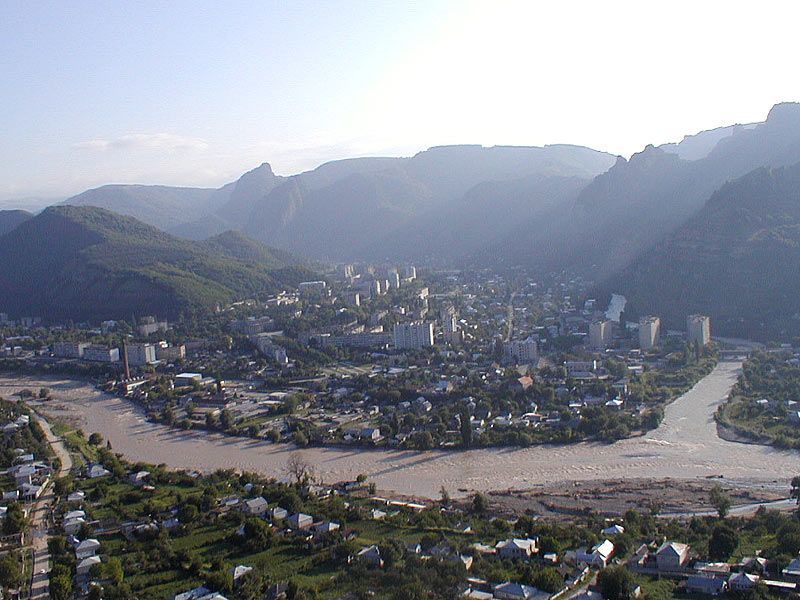
Gezicht op de stad en de samenloop van de rivieren Koeban en de Teberda
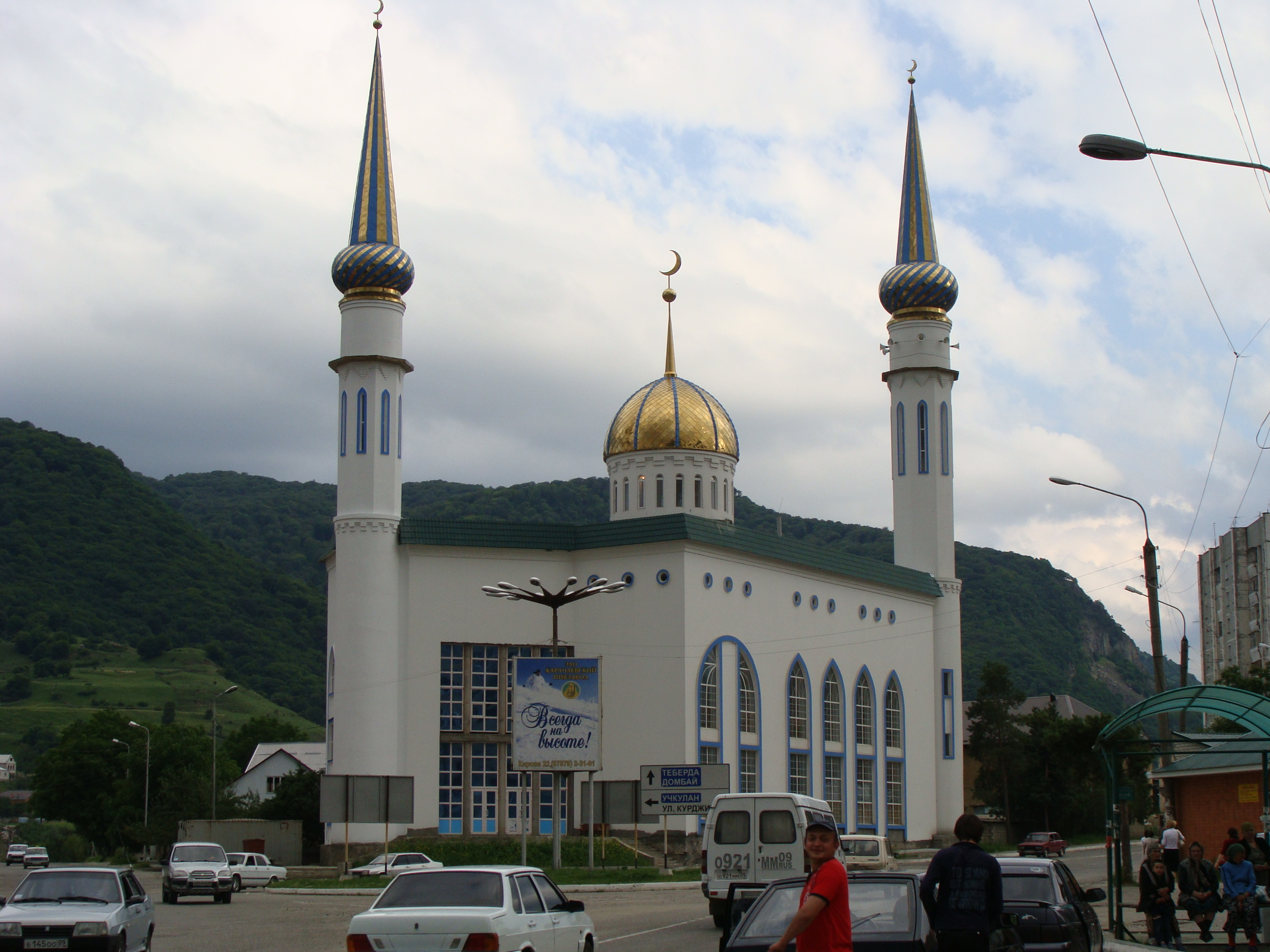
Centrale moskee van de stad

Bestuurlijk centrum: Tsjerkessk

Steden: Karatsjajevsk · Oest-Dzjegoeta · Teberda

Districten: Abazinski · Adyge-Chablski · Chabezski · Karatsjajevski · Malokaratsjajevski · Nogajski · Oeroepski · Oest-Djegoetinski · Prikoebanski · Zelentsjoekski